# Hogan Island
Hogan Island är en ö i Australien. Den ligger i delstaten Tasmanien, i den sydöstra delen av landet, omkring 410 kilometer norr om delstatshuvudstaden Hobart. Arean är 2,6 kvadratkilometer. Den sträcker sig 3,0 kilometer i nord-sydlig riktning, och 1,7 kilometer i öst-västlig riktning.
Genomsnittlig årsnederbörd är 812 millimeter. Den regnigaste månaden är juni, med i genomsnitt 91 mm nederbörd, och den torraste är januari, med 35 mm nederbörd.